# Голдвине
Във фантастичната Средна земя на британския писател Джон Роналд Руел Толкин Голдвине (на английски: Goldwine) е шестият крал на Рохан. Голдвине става крал на Рохан след смъртта на своя баща Фреавине през 2680 г. от Третата епоха на Средната земя. Той поема властта, когато вече е на 61 години. Роден е през управлението на своя прадядо Алдор Стария и е на 26 години и вече баща, когато Алдор умира и трона на Рохан е наследен от дядото на Голдвине — Фреа.
Голдвине управлява през „Златния период“ на Рохан и е много богат. През неговото управление е намалена охраната на границите на Рохан, което помага на дунледингите, прогонени преди това от Алдор, да се придвижат постепенно на юг.
Голдвине умира през 2699 г. Т. Е. след 19-годишно управление. Наследен е от сина си Деор.